# 别罗沙
别罗沙，生卒年不详，又作别里沙，字彦诚。元代诗人。回回人。
先世为别失八里（今新疆吉木萨尔北破城子）人，后居龙兴路（今江西南昌市）。其父占思丁，元统元年（1333年）中进士，授官河南光州（今河南潢川县）达鲁花赤，转任吉安路（治今江西吉安市）同知州事。善于作诗。作品意境俊逸，格调清新，语言雅洁，人称其诗“有唐人之风”。但多已散佚，仅存诗二首：《西湖竹枝词》《宿寒岩》，分别被收存于杨维祯之《西湖竹枝集》和顾嗣立之《元诗选》中。